# Marsdenia suberosa
Marsdenia suberosa är en oleanderväxtart som först beskrevs av Eugène Pierre Nicolas Fournier, och fick sitt nu gällande namn av Gustaf Oskar Andersson Malme. Marsdenia suberosa ingår i släktet Marsdenia och familjen oleanderväxter. Inga underarter finns listade i Catalogue of Life.